# 基歇尔环形山
基歇尔环形山（Kircher）是月球正面西南高地上一座古老的大撞击坑，约形成于39.2-38.5亿年前的酒海纪，其名称取自十七世纪德国耶稣会修士、通才与发明家阿塔纳修斯·基歇尔（1601年-1680年），1935年国际天文学联合会批准接受。

## 描述
该陨坑西侧坐落了巨大的环壁平原-巴伊环形山、北面毗邻贝蒂尼环形山、克拉普罗特环形山位于它的东南、西南偏西则与威尔逊环形山相接壤。该陨坑中心月面坐标为67°04′S 45°29′W / 67.07°S 45.48°W，直径71.2公里，深度2.76公里。
基歇尔环形山外观呈圆形状，东南偏东侧有一处小突角。陨坑内外侧壁因撞击而磨损钝化，但覆盖在坑壁上较醒目的撞击坑并不多，只有东北和西侧外壁分别连接卫星坑基歇尔 A和双坑结构的基歇尔 D，以及南端的一座无名坑。坑壁高出南部坑底达5500米，内部容积约为4650立方千米。碗状的坑底已被熔岩覆盖，平坦的地表上散布有众多的小陨坑，其中靠东北有一座略大的碗状坑。

## 卫星陨石坑
按惯例，最靠近基歇尔环形山的卫星坑将在月图上以字母标注在该坑的中心点旁。
| 基歇尔 | 纬度    | 经度    | 直径    |
| ------ | ------- | ------- | ------- |
| A      | 66.1° S | 42.1° W | 29 公里 |
| B      | 65.0° S | 43.1° W | 12 公里 |
| C      | 66.9° S | 37.5° W | 11 公里 |
| D      | 67.5° S | 49.8° W | 39 公里 |
| E      | 69.1° S | 50.1° W | 20 公里 |
| F      | 66.1° S | 38.9° W | 10 公里 |

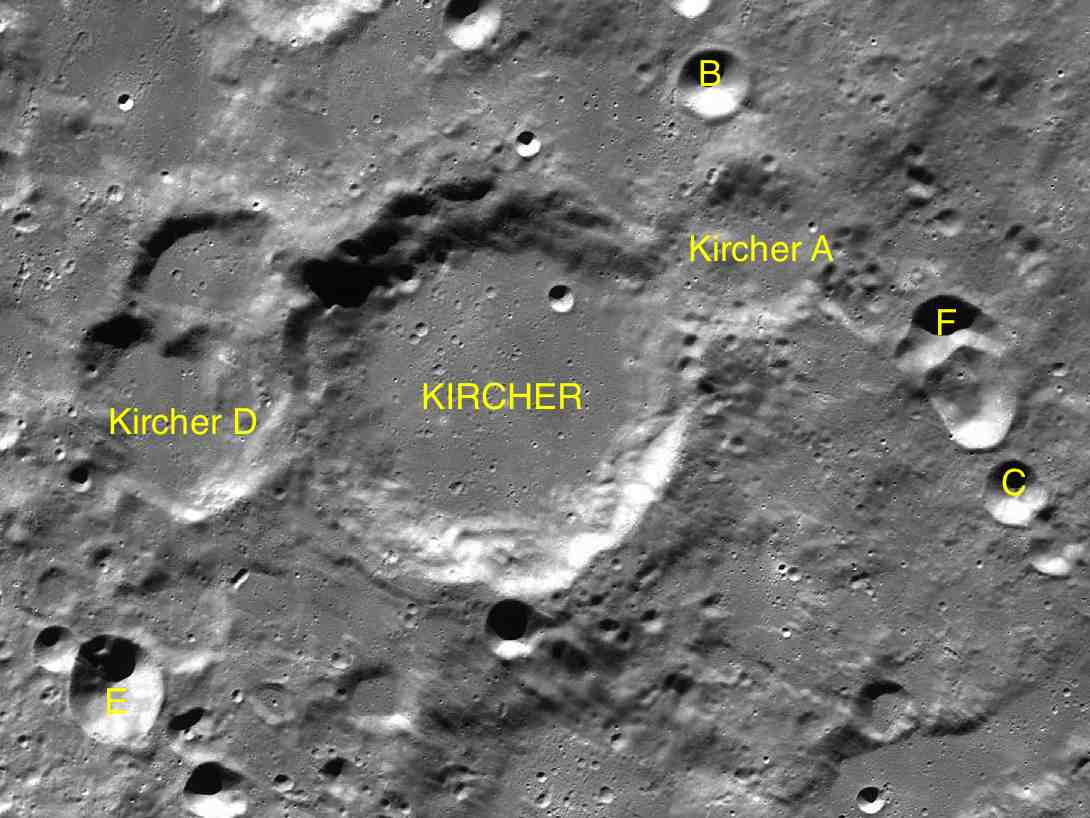
LAC-136 区域图

- 卫星坑基歇尔 A被月球和行星观测协会（ALPO）列入《内侧壁坡带有暗纹的撞击坑列表》[5]。

## 另请参阅
- Andersson, L. E.; Whitaker, E. A. . NASA RP-1097. 1982.
- Blue, Jennifer. . USGS. July 25, 2007  [2007-08-05]. （原始内容存档于2014-09-24）.
- Bussey, B.; Spudis, P. . New York: Cambridge University Press. 2004. ISBN 978-0-521-81528-4.
- Cocks, Elijah E.; Cocks, Josiah C. . Tudor Publishers. 1995. ISBN 978-0-936389-27-1.
- McDowell, Jonathan. . Jonathan's Space Report. July 15, 2007  [2007-10-24]. （原始内容存档于2012-05-26）.
- Menzel, D. H.; Minnaert, M.; Levin, B.; Dollfus, A.; Bell, B. . Space Science Reviews. 1971, 12 (2): 136–186. Bibcode:1971SSRv...12..136M. doi:10.1007/BF00171763.
- Moore, Patrick. . Sterling Publishing Co. 2001. ISBN 978-0-304-35469-6.
- Price, Fred W. . Cambridge University Press. 1988. ISBN 978-0-521-33500-3.
- Rükl, Antonín. . Kalmbach Books. 1990. ISBN 978-0-913135-17-4.
- Webb, Rev. T. W.  6th revised. Dover. 1962. ISBN 978-0-486-20917-3.
- Whitaker, Ewen A. . Cambridge University Press. 1999. ISBN 978-0-521-62248-6.
- Wlasuk, Peter T. . Springer. 2000. ISBN 978-1-85233-193-1.